# 中阿特拉斯柏柏尔语
中阿特拉斯柏柏尔语、中阿特拉斯塔马齐格特语、中阿特拉斯塔馬塞特語（ⵜⴰⵎⴰⵣⵉⵖⵜ Tamazight [tæmæˈzɪɣt], [θæmæˈzɪɣθ]），又称塔马齐格特语、阿特拉斯语（Atlasic）、中希尔哈语（Central Shilha），是一种柏柏尔语言，分布于摩洛哥中部的中阿特拉斯山脉，在摩洛哥有500万人作为母语使用，在法国的移民群体也有分布。
中阿特拉斯语是使用人数较多的柏柏尔语言，在摩洛哥是母语人口第二多的柏柏尔语，次于施卢赫语。和施卢赫语不同，中阿特拉斯语长期以来并不存在书写传统，在现代使用提非纳文字、拉丁字母或阿拉伯字母书写。
中阿特拉斯语的基本语序是動主賓語序，有时也使用主動賓語序。存在性、数、式的词形变化，使用前缀、后缀和环缀。动词高度屈折，存在时态、语体、语气、语态、主语人称和极性的变化，有时也发生元音變換。词汇受到阿拉伯语的强烈影响。